# Królikowski (herb szlachecki)
Królikowski (Poraj odmienny III) – polski herb szlachecki z nobilitacji, odmiana herbu Poraj.

## Opis herbu
Opis zgodnie z klasycznymi regułami blazonowania:
W polu czerwonym – róża srebrna pięciolistna.
Klejnot: wręby, barwy nieznane.

## Najwcześniejsze wzmianki
Nobilitacja Jana i Wojciecha Królikowskich z 7 stycznia 1591.

## Herbowni
- Królikowski